# クラマース＝ワニア双対性
クラマース＝ワニア双対性(Kramers–Wannier duality)は、統計力学での対称性である。クラマース＝ワニア双対性は、低温での2次元の正方格子イジングモデル(square-lattice Ising model)の自由エネルギー(free energy)を、高温の別なイジングモデルの自由エネルギーとを関連付ける双対性である。この双対性はヘンリク・クラマースとグレゴリー・ワニエにより1941年に発見された。この双対性を用いて、クラマースとワニエは、正方格子イジングモデルの臨界点の正確な値を求めた。
同様な双対性は、他の統計モデルの自由エネルギーの間の関係も確立している。例えば、3次元ではイジングモデルはあるゲージイジングモデルの双対である。

## 直感的な考え方
2次元イジングモデルは格子（チェスボード状の正方形の集まり）上で定義される。有限格子では、辺はトーラスを形成するように結合できる。この種類の理論では、対合を構成することができる。例えば、ラルス・オンサーガー(Lars Onsager)は、Y-Δ変換が三角格子に使えるのではないかと提唱した。さて、離散的なトーラスの双対は自己自身である。さらに、非常に非秩序な（高温度）系の双対は、非常に秩序のある（低温度）系である。これは、フーリエ変換が大きな帯域幅をもつ（標準偏差が大きい）信号を帯域幅の小さな(標準偏差の小さい)信号にするためである。従って、逆温度を持つ本質的に同じ理論であることがわかる。
一方の理論の温度を上げると、もう一方の理論は温度が下る。相転移が一つしかない場合、相転移は交叉する点、すなわち双方の系の温度が等しくなる点で起こる。2次元イジングモデルは無秩序状態から秩序状態へ移るので、無秩序相と秩序相の間には 一対一写像に近い写像が存在する。
理論は一般化され、現在では、様々な考え方が融合している。例えば、四角形格子は円、ランダム格子、非等質トーラス、三角格子、
labyrinth、ツイストした境界を持つ格子、カイラルポッツモデルなど、様々なものに置き換えられる。

## 導出
これらの変数を定義する。
{\displaystyle (K^{*},L^{*})} での低温展開は、
{\displaystyle Z_{N}(K^{*},L^{*})=2e^{N(K^{*}+L^{*})}\sum _{P\subset \Lambda _{D}}(e^{-2L^{*}})^{r}(e^{-2K^{*}})^{s}}
である。
{\displaystyle \tanh K=e^{-2L*},\ \tanh L=e^{-2K*}}
により、
{\displaystyle Z_{N}(K^{*},L^{*})=2(\tanh K\;\tanh L)^{-N/2}\sum _{P}v^{r}w^{s}}
{\displaystyle =2(\sinh 2K\;\sinh 2L)^{-N/2}Z_{N}(K,L)}
である。ここに、{\displaystyle v=\tanh K} であり、{\displaystyle w=\tanh L} である。このことから、高温展開との関係がわかる。関係はより対称性が明確となるように、
{\displaystyle \,\sinh 2K^{*}\sinh 2L=1}
{\displaystyle \,\sinh 2L^{*}\sinh 2K=1}
と記述することができる。サイトあたりの自由エネルギーの熱力学的極限(thermodynamic limit)
{\displaystyle f(K,L)=\lim _{N\rightarrow \infty }f_{N}(K,L)=-kT\lim _{N\rightarrow \infty }{\frac {1}{N}}\log Z_{N}(K,L)}
を用いると、クラマース＝ワニアの双対性は、
{\displaystyle f(K^{*},L^{*})=f(K,L)+{\frac {1}{2}}kT\log(\sinh 2K\sinh 2L)}
を与える。
{\displaystyle K=L} である等方的な場合は、{\displaystyle K=K_{c}} に臨界点があるとすれば、{\displaystyle K=K_{c}^{*}} にも別な臨界点がある。従って、唯一の臨界点がある場合は、{\displaystyle K=K^{*}=K_{c}^{*}} のみに臨界点があることとなり、これは{\displaystyle \sinh 2K_{c}=1} を意味し、 {\displaystyle kT_{c}=2.2692J} を得る。